# Isoleon arabicus
Isoleon arabicus is een insect uit de familie van de mierenleeuwen (Myrmeleontidae), die tot de orde netvleugeligen (Neuroptera) behoort. 
Isoleon arabicus is voor het eerst wetenschappelijk beschreven door Hölzel in 1972.